# Prosopis strombulifera
Prosopis strombulifera là một loài thực vật có hoa trong họ Đậu. Loài này được (Lam.) Benth. miêu tả khoa học đầu tiên.